# Wyoming Highway 110
Der Wyoming Highway 110 (kurz: WYO 110) ist eine 0,941 km lange State Route im Nordosten des US-Bundesstaates Wyoming. Sie verläuft von der Kreuzung mit dem Wyoming Highway 24 bis zum Devils Tower National Monument und ist auch als Entrance Road bekannt. Die Straße wurde im Jahr 2000 als Entrance Road-Devils Tower National Monument in das National Register of Historic Places aufgenommen.

## Verlauf
Der Wyoming Highway 110 startet an der Kreuzung mit dem Wyoming Highway 24, etwa 15 km südwestlich des Ortes Hulett im Crook County. Die Straße verläuft für ca. 950 m in nordwestliche Richtung und endet in der Siedlung Devils Tower mit Erreichen des gleichnamigen National Monuments. Innerhalb des Schutzgebiets verläuft die Straße für 4,8 km weiter als Entrance Road bis zum Besucherzentrum des Devils Tower National Monument.

## Geschichte
Die Straße wurde ursprünglich im Jahr 1917 erbaut, wies ein Gefälle von acht Prozent auf und durchquerte den Belle Fourche River. 1928 wurde eine Brücke über den Fluss gebaut, und in den 1930er Jahren wurde die Straße durch Arbeitskräfte des Civilian Conservation Corps (CCC) umfassend verändert, wodurch Steigungen und Ausrichtungen verbessert wurden. Eine vollständige Schleife um den Devils Tower wurde im Jahr 1927 von der National Park Service Engineering Division geplant, aber nie verwirklicht. Die Entrance Road zum Devils Tower ist im National Register of Historic Places als Beispiel für enge Anpassung an die natürliche Umgebung aufgeführt.

## Belege
1. ↑  AARoads: Wyoming State Route Log: 100 through 199. Abgerufen am 15. Februar 2024 (amerikanisches Englisch).
2. ↑  List of Classified Structures. National Park Service, 9. November 2008, archiviert vom Original (nicht mehr online verfügbar) am 21. Mai 2011; abgerufen am 15. Februar 2024.  Info: Der Archivlink wurde automatisch eingesetzt und noch nicht geprüft. Bitte prüfe Original- und Archivlink gemäß Anleitung und entferne dann diesen Hinweis.
3. ↑  National Register of Historic Places Inventory-Nomination: Entrance Road. Abgerufen am 15. Februar 2024.